# Callyna trisagittata
Callyna trisagittata är en fjärilsart som beskrevs av Emilio Berio 1970. Callyna trisagittata ingår i släktet Callyna och familjen nattflyn. Inga underarter finns listade i Catalogue of Life.